# Czaromuszki (obwód grodzieński)
Czaromuszki (biał. Чаромушкі, ros. Черёмушки; hist. Mondzin, biał. Мо́ндзіна) – wieś na Białorusi, w obwodzie grodzieńskim, w rejonie nowogródzkim, w sielsowiecie Walówka.
Dawniej majątek ziemski. Na drugim brzegu Newdy leżała wieś Mondzin (obecnie nieistniejąca). W dwudziestoleciu międzywojennym Mondzin leżał w Polsce, w województwie nowogródzkim, w powiecie nowogródzkim.